# باکره با فرشتگان
باکره با فرشتگان (به فرانسوی: La Vierge aux anges)، همچنین به عنوان آواز فرشتگان نیز شناخته می‌شود، یک نقاشی رنگ روغن است که در سال ۱۸۸۱ توسط هنرمند فرانسوی ویلیام-آدولف بوگرو اجرا شد. ابعاد آن ۲۱۳.۴ × ۱۵۲.۴ سانتی متر است. اکنون در موزه فارست لان در گلندیل، کالیفرنیا قرار دارد.

## تاریخچه
ویلیام بوگرو (۱۸۲۵-۱۹۰۵) در مدرسه هنرهای زیبای پاریس و همچنین در رم تحصیل کرد و در قرن نوزدهم به عنوان یک نقاش آکادمیک برجسته فرانسوی در نظر گرفته شد. افسانه ها حاکی از آن است که او به دنبال مدلی برای فیگورهای نقاشی می گشت و آنها را در همسر اول خود، نلی مونوکابلون، پیدا کرد که یکی یکی برای فرشتگان ژست گرفت و در نهایت کودکی را در آغوش داشت. این نقاشی مریم باکره را نشان می‌دهد که نوزاد عیسی مسیح را در آغوش می‌گیرد، که با آرامش در یک محیط شبانی به خواب رفته است، در حالی که سه فرشته در آن نزدیکی شناور هستند. این توانایی بوگرو در ارائه تن های گوشت واقعی و درجه بندی های ظریف رنگ سفید را برجسته می کند. 
آواز فرشتگان که در سال ۱۸۸۱ در سالن پاریس برای اولین بار عرضه شد، زمانی بخشی از مجموعه Wanamaker در فیلادلفیا بود.  این پارک توسط فارست لان مموریال پارک در سال ۱۹۴۰ برای کلیسایی در کلیسای Recessional خریداری شد. در ابتدا، یک پنجره شیشه ای رنگی قرار بود نقطه کانونی کلیسا باشد، اما در عوض فارست لان تصمیم گرفت این نقاشی را از گالری اشنیتجر خریداری کند. یک قاب بزرگ آیینی به سبک گوتیک برای نقاشی توسط صنعتگران فارست لان ساخته شد و هنوز هم در این قاب چوبی در موزه فارست لان ارائه می شود. 

## حفاظت
در سال ۲۰۰۵، این نقاشی با بودجه برنامه مشارکت حفاظت از محیط زیست برای تمیز کردن به مرکز گتی در لس آنجلس رفت. محافظ ارشد نقاشی، مارک لئونارد، ماه ها روی این نقاشی کار کرد تا لاک قدیمی را پاک کند و رنگ های اصلی آن را بازگرداند. آهنگ فرشتگان در مرکز گتی به نمایش گذاشته شد، در کنار یک طرح روغنی آماده‌سازی و یک ماکت بعدی، نیم‌اندازه از دست خود بوگرو. 

## نگارخانه

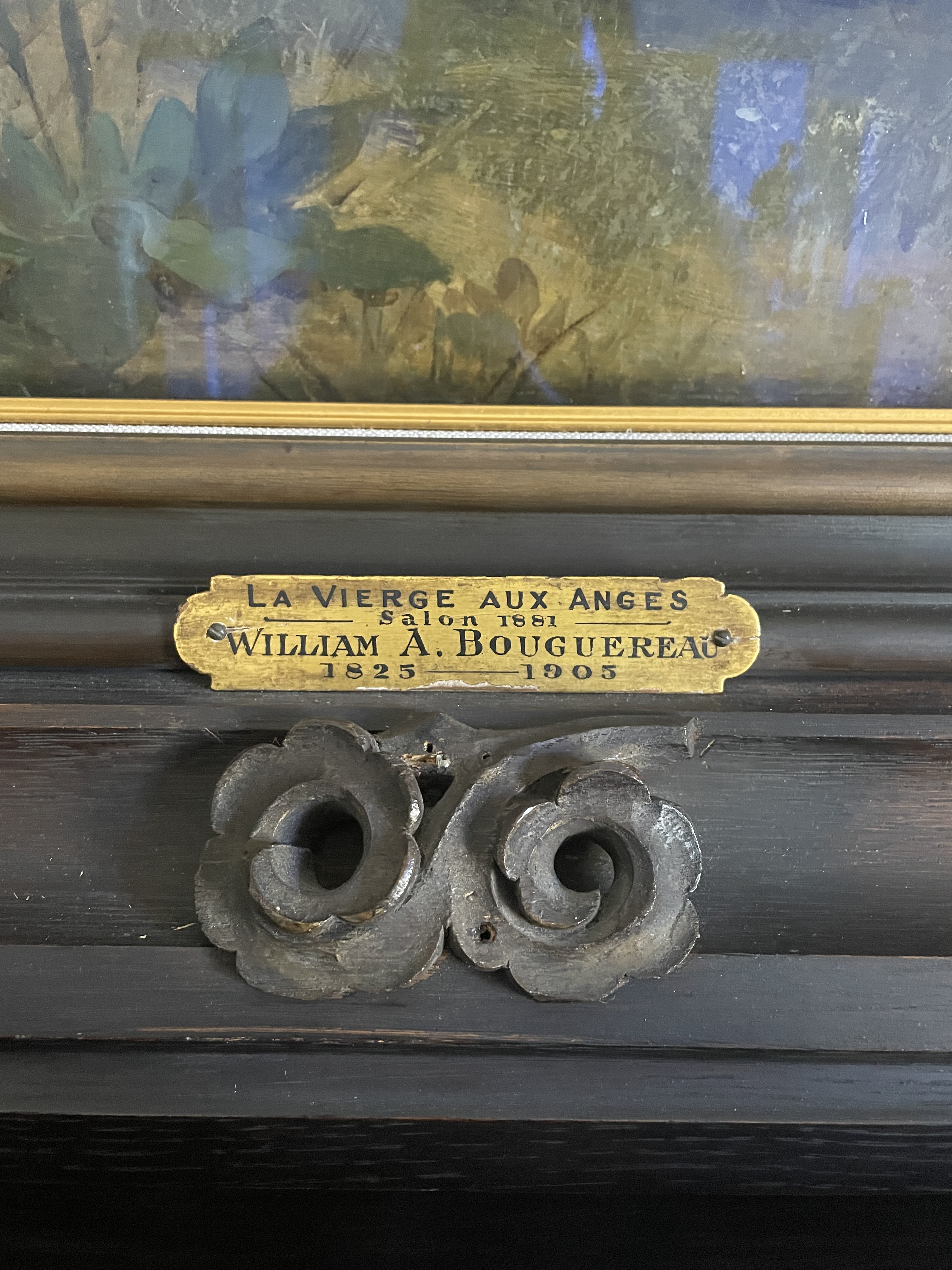
آهنگ فرشتگان را تگ کنید
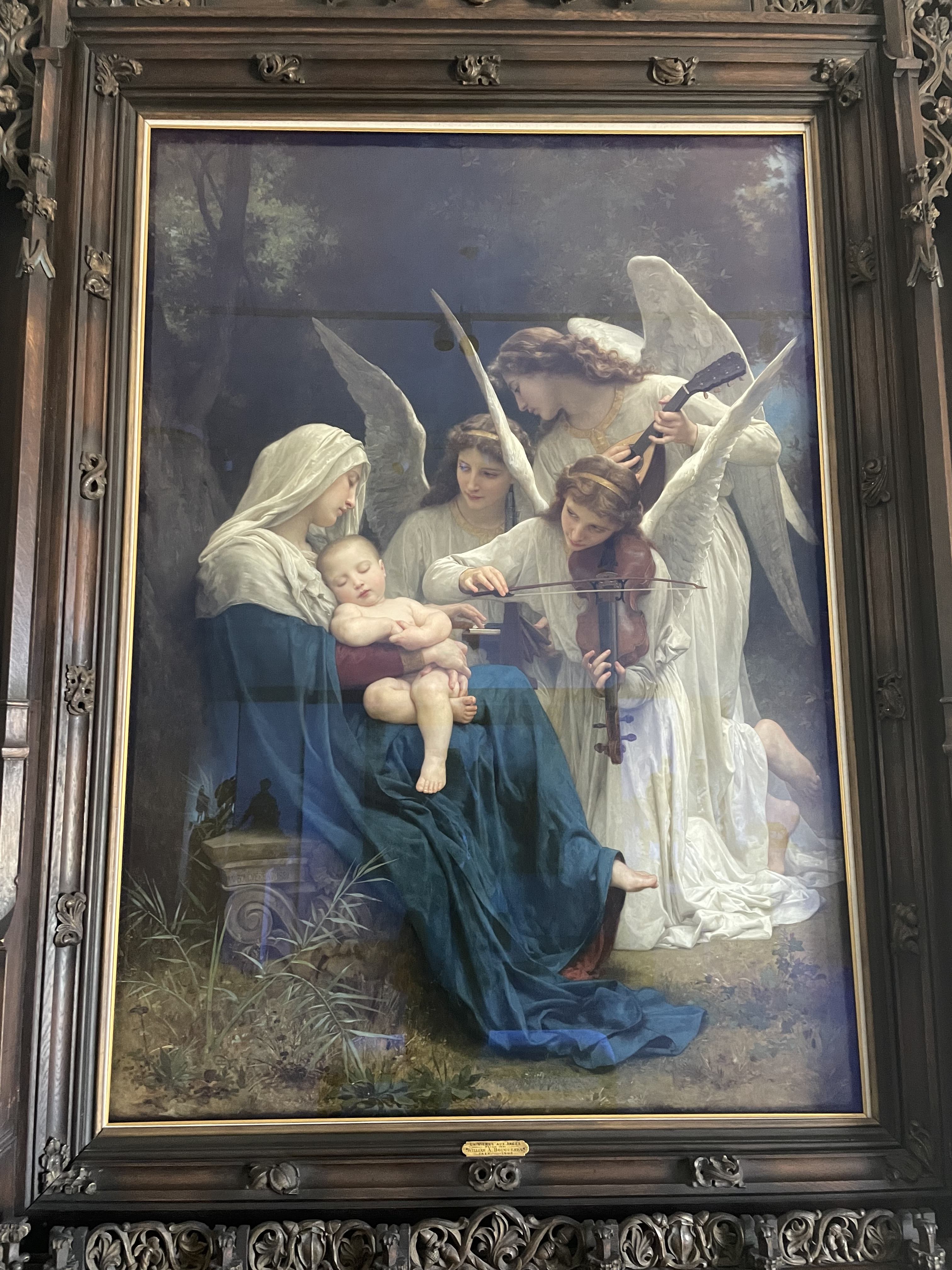
سه فرشته در حال نواختن موسیقی برای مادر و کودکی هستند که خوابیده اند.
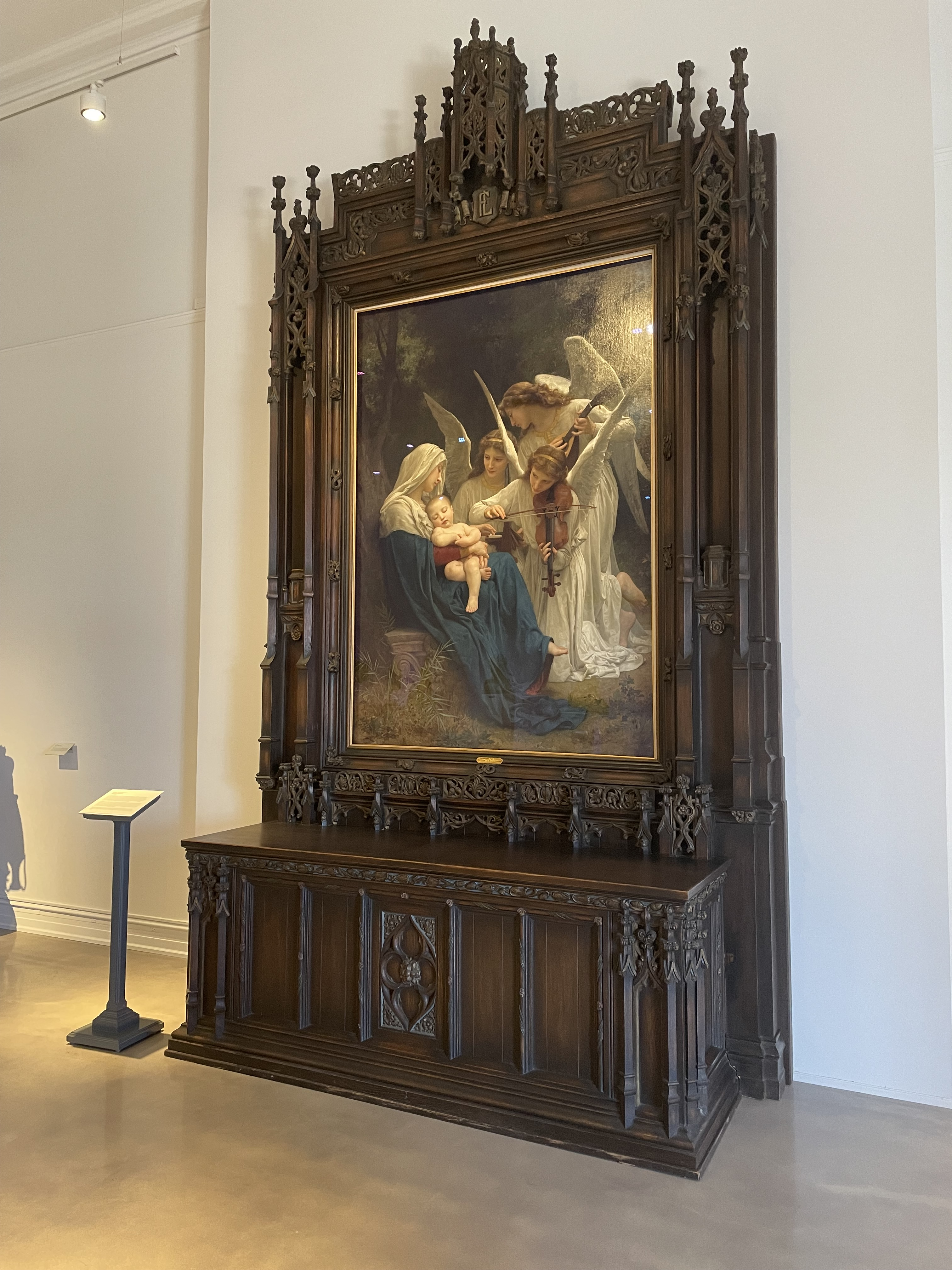
آهنگ فرشتگان در قاب چوبی پرآذین و به سبک گوتیک در موزه فارست لان.